# Propilnorapomorfin
N-n-Propilnorapomorfin (NPA) je derivat aporfina koji deluje kao dopaminski agonist. On je blisko srodan sa apomorfinom. Pokazano je da kod glodara između ostalog proizvodi hiperaktivnost, stereotipiju, hipotermiju, antinocepciju, i erekciju.